# Freetown Peninsula
Die Freetown Peninsula, auch als Sierra Leone Peninsula bekannt, ist eine Halbinsel in Westafrika und gehört zu Sierra Leone. Sie bildet die Western Area, eine der vier Verwaltungsregionen des Landes und besteht aus der Western Area Rural und der Western Area Urban. Die Hauptstadt Freetown befindet sich im Nordwesten der Halbinsel.
Hier landeten die ersten Europäer unter Pedro da Cintra und von der Peninsula aus fand die Verschiffung von Sklaven statt.
Die Landschaft ist geprägt von Mangrovensümpfen, feinsandigen Stränden und einer hügeligen Primärwald- und Feuchtsavannenlandschaft, durchzogen von zahlreichen Flüssen. Die bis zu 888 Meter hohen Löwenberge um den Picket Hill zählen zu den feuchtesten Regionen (mehr als 5000 Millimeter Jahresniederschlag) der Erde. Zu den großen hier lebenden Tierarten gehören unter anderem Schimpansen. Aufgrund von Landflucht nach Freetown und Brandrodung ist das Inlandsgebiet, das sogenannte Western Area Peninsular-Waldreservat, stark bedroht.
Geographische Besonderheiten sind unter anderem die vorgelagerten Inseln wie Sherbro und Turtle Islands als auch die fast unerforschte Turner’s Peninsula.